# أبيل فيفري
أبيل فيفري (بالفرنسية: Abel Faivre)‏ هو رسام ورسام توضيحي فرنسي، ولد في 30 مارس 1867 في ليون في فرنسا، وتوفي في 13 أغسطس 1945 في نيس في فرنسا.

## وصلات خارجية
- أبيل فيفري على موقع ديسكوغز (الإنجليزية)